# 다카노스역
다카노스역(일본어: 鷹ノ巣駅)은 일본 아키타현 기타아키타시에 위치한 동일본 여객철도 오우 본선의 철도역이다. 인접하고 있는 아키타 내륙 종관 철도 아키타 내륙선 다카노스역(일본어: 鷹巣駅)에 대해서도 기술한다.

## 역 구조

### 동일본 여객철도
단선 · 섬식의 형태를 합친 2면 3선 구조의 복합 승강장을 갖춘 지상역이다.

#### 타는 곳
| 1 | ■ 오우 본선 | (상행) | 히가시노시로 · 아키타 방면 |
| 2 | ■ 오우 본선 | (하행) | 오다테 · 아오모리 방면     |
| 3 | ■ 오우 본선 |        | 대피선 · 이 역 환승        |

### 아키타 내륙 종관 철도
두단식 승강장 1면 1선의 구조를 가진 지상역이다.

#### 타는 곳
| 내륙선 | ■ 아키타 내륙선 |  | 아니아이 · 가쿠노다테 방면 |

## 이용 현황
| 승차 인원 추이 | 승차 인원 추이 |
| 연도           | 1일 평균       |
| -------------- | -------------- |
| 2000           | 893            |
| 2001           | 852            |
| 2002           | 787            |
| 2003           | 787            |
| 2004           | 726            |
| 2005           | 694            |
| 2006           | 673            |
| 2007           | 671            |
| 2008           | 674            |
| 2009           | 663            |
| 2010           | 624            |
| 2011           | 646            |
| 2012           | 629            |
| 2013           | 678            |

## 역 주변
- 기타아키타 시청
- 기타아키타 시립 도서관
- 기타아키타 시 문화회관
- 기타아키타 시 교류센터
- 다카노스 풍토관

## 인접 역
| 동일본 여객철도 오우 본선           | 동일본 여객철도 오우 본선 | 동일본 여객철도 오우 본선    |
| ----------------------------------- | ------------------------- | ---------------------------- |
| 후타쓰이 유자와 방면                | □ 쾌속                    | 오다테 오다테 방면           |
| 마에야마 요코테 방면                | ■ 보통                    | 누카자와 오다테 방면         |
| 아키타 내륙 종관 철도 아키타 내륙선 |                           |                              |
| 시·종착역                           | □ 급행                    | 아이카와 가쿠노다테 방면     |
| 시·종착역                           | ■ 보통                    | 니시타카노스 가쿠노다테 방면 |